# Robert de Vere, 5. Earl of Oxford
Robert de Vere, 5. Earl of Oxford (* um 1240; † vor 7. September 1296) war ein englischer Magnat.

## Herkunft
Robert de Vere entstammte der anglonormannischen Familie de Vere, die ihren Stammsitz in Hedingham in Essex hatte. Er war der älteste Sohn von Hugh de Vere, 4. Earl of Oxford und dessen Frau Hawise de Quincy. Nach dem Tod seines Vaters 1263 erbte er dessen Besitzungen, den Titel Earl of Oxford und das Erbamt des Chamberlain. Trotz des Titels und des Amtes war er jedoch ein eher unbedeutender Adliger mit recht geringen Besitzungen, die seinem Stand nicht entsprachen. Das Amt des Chamberlain war zwar eines der höchsten Staatsämter, doch hatte es im Jahrhundert zuvor seine Verwaltungsfunktionen verloren und war im 13. Jahrhundert auf rein zeremonielle Aufgaben beschränkt. Allerdings hatte der Amtsinhaber immer noch Vorrang am Königshof.

## Rolle während des Zweiten Kriegs der Barone

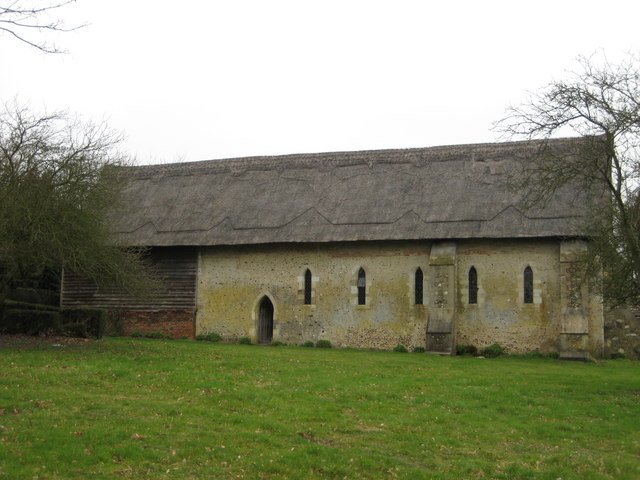
Die St Stephen’s Chapel in Bures St Mary, in die nach der Reformation mehrere Grabdenkmäler der Familie Vere überführt wurden

Bereits de Veres Vater hatte die Adelsopposition gegen König Heinrich III. unterstützt. Nachdem Robert de Vere Ende 1263 sein Erbe übernommen hatte, unterstützte er auch während des offenen Zweiten Krieg der Barone die Rebellen unter Simon de Montfort, 6. Earl of Leicester. Im Mai 1264 wurde er vor der Schlacht von Lewes von Montfort zum Ritter geschlagen. De Vere gehörte der Armee von Simon de Montfort dem Jüngeren an, die am 1. August 1265 vor Kenilworth Castle von der Armee des Thronfolgers Eduard überrascht und geschlagen wurde. Nach dem entscheidenden Sieg der königlichen Partei wenige Tage später in der Schlacht von Evesham wurde ihm das Amt des Chamberlain und der Titel Earl of Oxford entzogen, dazu verlor er umfangreiche Besitzungen wie die Honour von Oxford an Roger Mortimer. Andere Ländereien fielen an Gilbert de Clare, 6. Earl of Gloucester. Nach den Bedingungen des 1266 erlassenen Dictum of Kenilworth konnte er den Großteil seiner Besitzungen zurück erwerben und wurde wieder als Earl anerkannt. Er musste eine Strafe in Höhe von 2500 Mark an Mortimer für die Rückgabe der Honour of Oxford zahlen. Diese wurde mit einem Heiratsvertrag verbunden, nach dem eine von Mortimers Töchtern de Veres ältesten Sohn heiraten sollte. Das Amt des Chamberlain erlangte erst sein Enkel John de Vere, 7. Earl of Oxford wieder erlangen.

## Späteres Leben
De Vere nahm von 1282 bis 1283 am Feldzug von König Eduard I. zur Eroberung von Wales teil. Während des Französisch-Englischen Kriegs ab 1294 weigerte er sich zusammen mit dem Earl of Arundel und anderen Magnaten, 1294 am Feldzug in die Gascogne teilzunehmen. Nach seinem Tod 1296 wurde er im Familienpriorat von Earls Colne in Essex beigesetzt. Nach der Reformation wurde sein Grabdenkmal in die St Stephen’s Chapel in Bures St Mary in Suffolk überführt.

## Ehe und Nachkommen
De Vere hatte Alice de Sandford († vor 1312), eine Tochter und Miterbin von Gilbert de Sandford und dessen Frau Lorette geheiratet. Mit ihr hatte er mehrere Kinder, darunter:
- Robert de Vere, 6. Earl of Oxford (1257–1331) ⚭ Margaret Mortimer († 1297)
- Hugh de Vere, 1. Baron Vere (1257/8–1319)
- Sir Alfonso de Vere († 1328) ⚭ Jane Foliot
- Gilbert de Vere (um 1264–1289)
- Joan de Vere († 1293) ⚭ William de Warenne († 1286)
- Hawise de Vere († nach 1297)